# Zajednica srpskih općina
Zajednica srpskih općina (ZSO) ili Asocijacija srpskih opština (srp. Заједница српских општина; alb. Asociacioni i Komunave Serbe, AKS), planirano je samoupravno udruženje općina sa većinskim srpskim stanovništvom na Kosovu.
Prijedlog osnivanja udruženja nastao je u procesu postizanja Briselskog sporazuma o načelima normalizacije odnosa Beograda i Prištine iz 2013. godine koji su potpisale vlade Kosova i Srbije. U skladu sa nadležnostima koje su date Europskom poveljom o lokalnoj samoupravi i zakonom Kosova, općine bi kroz udruženje imale pravo suradnje u vršenju svojih ovlaštenja. Ono bi imalo pun uvid u oblastima ekonomskog razvoja, obrazovanja, zdravstva, urbanog i ruralnog planiranja.
Očekivalo se da ZSO bude zvanično uspostavljena 2015. godine, ali je odložena na neodređeno vrijeme.